# Onze-Lieve-Vrouw van Altijddurende Bijstandkerk (Heilust)
De Onze-Lieve-Vrouw van Altijddurende Bijstandkerk is een kerkgebouw in de wijk Heilust in Kerkrade in de Nederlandse provincie Limburg. De kerk staat aan de Kampstraat met aan de voorzijde van de kerk ligt een plein met hier het Sint-Barbarabeeld.
De kerk is gewijd aan Onze-Lieve-Vrouw van Altijddurende Bijstand.

## Geschiedenis
Op 15 maart 1949 werd de parochie opgericht.
In 1950 werd er een noodkerk gebouwd.
In 1956 nam de nieuwe kerk de functie van de noodkerk over. Deze kerk was naar het ontwerp van architect Harry Koene.
Op 8 juni 2014 is de kerk aan de eredienst onttrokken
De kerk heeft ruim 30 jaar één pastoor gehad. Namelijk Pastoor Dogge.

## Opbouw
De niet-georiënteerde bakstenen kruiskerk is gebouwd in romaniserende trant en bestaat uit een driebeukig schip met vier traveeën in pseudobasilicale opstand, een transept en een apsis. De zijbeuken liggen samen met het middenschip onder één zadeldak en het transept ligt iets lager onder een eigen zadeldak met boven de kruising een dakruiter.